# マイロ・ラウエル

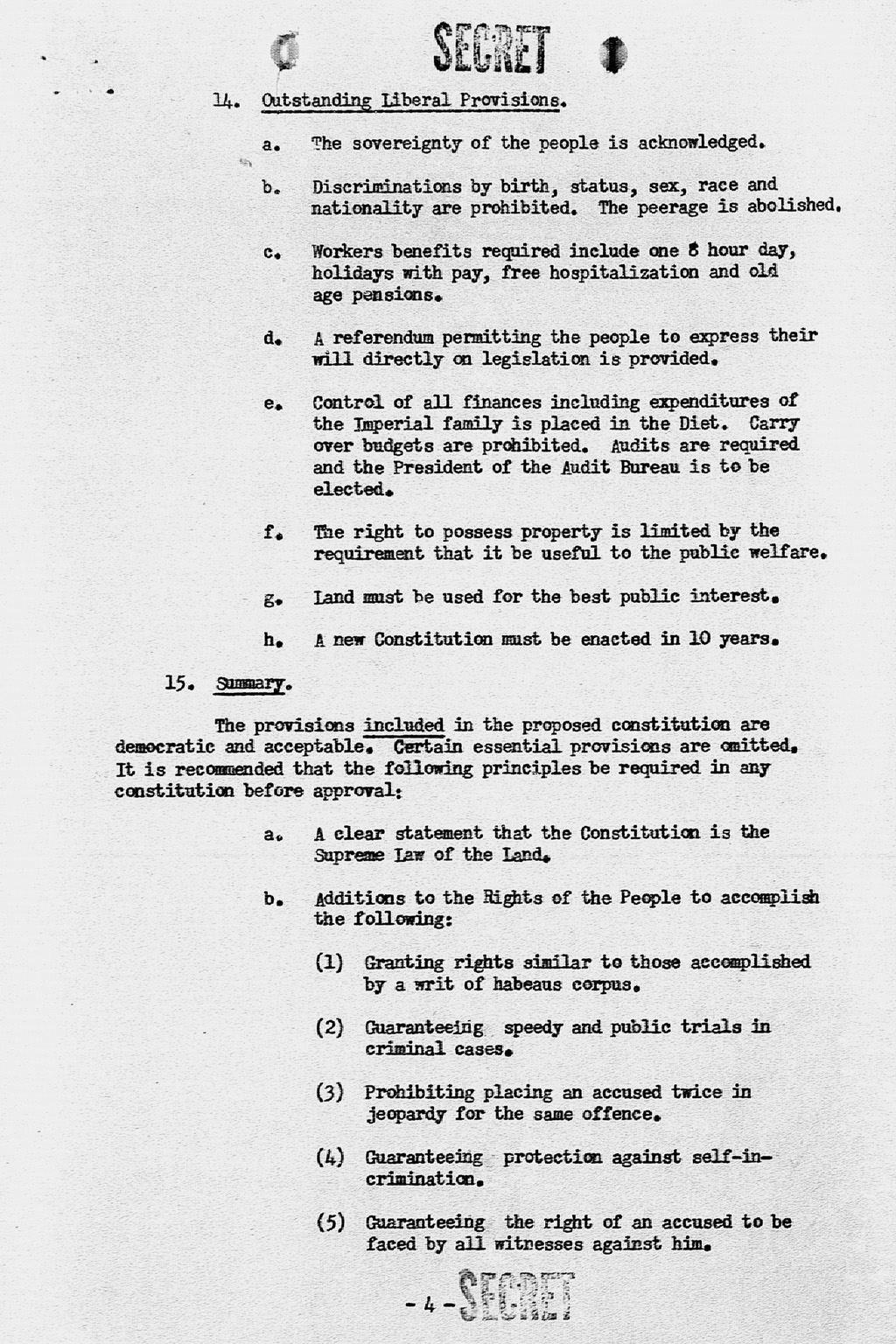
ラウエルからアメリカ合衆国国務長官にあてた、新憲法に関する1946年1月11日付の文書。国立国会図書館蔵。

マイロ E. ラウエル（英語: Milo E. Rowell、1903年7月25日 - 1977年10月7日）は、アメリカ合衆国の軍人、弁護士。連合国軍最高司令官総司令部（GHQ/SCAP）民政局で日本国憲法のマッカーサー草案作成を担当した。

## 経歴
カリフォルニア州フレズノ出身。スタンフォード大学卒業後、ハーバード・ロー・スクールに入学。2年次に転入学したスタンフォード大学ロー・スクールで法学博士号を取得。1926年、フレズノで弁護士登録。
1943年に兵役につき、シャーロッツビルの軍政学校やシカゴ大学民政訓練学校で占領行政などを学んで、教官も務めた。フィリピン戦線に参加、ミンダナオ島のフィリピン民政班（Philippine Civil Affairs Unit, PCAU）を指揮した。1945年8月、マニラのアメリカ太平洋陸軍総司令部軍政局で日本占領のための布告の起草作業に携わった。
同年10月、東京のGHQ/SCAP民政局で行政課計画班（Planning Unit of Public Administration Branch）員。1946年1-2月、同局作業グループ法務班長(Chief, Judicial Affairs Unit of Operations Group)を務め、主に新憲法制定問題を担当。コートニー・ホイットニー局長やチャールズ・L・ケーディス次長の下で大日本帝国憲法の分析や憲法研究会案の検討などを行い、マッカーサー草案の作成の際、運営委員会の構成員であった。この時期の階級は陸軍中佐。
1965年、自身が所蔵していた新憲法制定に関するGHQ/SCAP側の記録「ラウエル文書」の複写を、元内閣憲法調査会会長高柳賢三に寄贈。同文書は、現在東京大学図書館や国立国会図書館憲政資料室に収められている。